# Chloroclystis subcomosa
Chloroclystis subcomosa är en fjärilsart som beskrevs av W. Warren 1901. Chloroclystis subcomosa ingår i släktet Chloroclystis och familjen mätare. Inga underarter finns listade i Catalogue of Life.